# Karma (album)
Karma este al cincilea album de studio lansat de formația americană Kamelot. Acesta a fost lansat pe 9 iulie, 2001 prin Noise Records (Germania), care este o parte din Sanctuary Records.

## Listă melodii
Toate melodiile sunt scrise de Roy Khan și de Thomas Youngblood.
| Nr.            | Titlu                                    | Durată |
| -------------- | ---------------------------------------- | ------ |
| 1.             | "Regalis apertura" (instrumental)        | 1:57   |
| 2.             | "Forever"                                | 4:07   |
| 3.             | "Wings of Despair"                       | 4:32   |
| 4.             | "The Spell"                              | 4:20   |
| 5.             | "Don't You Cry"                          | 4:18   |
| 6.             | "Karma"                                  | 5:11   |
| 7.             | "The Light I Shine on You"               | 4:15   |
| 8.             | "Temples of Gold"                        | 4:11   |
| 9.             | "Across the Highlands"                   | 3:46   |
| 10.            | "Elizabeth I: Mirror Mirror"             | 4:23   |
| 11.            | "Elizabeth II: Requiem for the Innocent" | 3:46   |
| 12.            | "Elizabeth III: Fall from Grace"         | 11:00  |
| Durată totală: | Durată totală:                           | 55:55  |

## Personal
- Roy Khan – vocalist
- Thomas Youngblood – chitară
- Glenn Barry – chitară bas
- Casey Grillo – baterie

## Informații despre album
- Produs și proiectat de către Sascha Paeth si Miro
- Mixat și masterizat de către Sascha Paeth la Pathway Studios, Germania
- Management: KMI Divertisment
- Coperta: Derek Gores
- Fotografie: Kim Grillo.

## Invitați
- Clape si aranjamente orchestrale – Miro
- Chitare suplimentare – Sascha Paeth
- Shakuhachi – Farouk Asjadi
- Voce de operă pe "Requiem for the Innocent" și "Fall From Grace" – Liv Nina Mosven
- Cor – Olaf Hayer, Cinzia Rizzo (voce de fundal, melodia 6), Robert Hunecke-Rizzo și Miro

### Cvartetul
- Tobias Rempe – vioara 1
- Corinna Guthmann – vioara 2
- Marie-Theres Stumpf – viola
- Patrick Sepec – violoncel